# Preiskovalna komisija za parlamentarno preiskavo o vpletenosti in odgovornosti javnih funkcij v zvezi z najdbo orožja na mariborskem letališču
Preiskovalna komisija za parlamentarno preiskavo o vpletenosti in odgovornosti javnih funkcij v zvezi z najdbo orožja na mariborskem letališču (tudi Madonova komisija) je bila preiskovalna komisija, ki je delovala v mandatu prvega Državnega zbora Republike Slovenije.
Ta parlamentarna preiskovalna komisija je bila ustanovljena oktobra 1993. Njen predsednik je bil Zoran Madon. Namen preiskave je bil ugotoviti, ali in v kakšni meri so v nezakonito trgovanje z orožjem vpleteni nosilci javnih funkcij. 29. oktobra 1993 se je namen preiskave razširil na ugotavljanje, ali je prišlo do zlorabe javnih pooblastil v zvezi z morebitnim trgovanjem z orožjem na in čez ozemlje Republike Slovenije.
Povod za sprožitev preiskave je bila mariborska orožarska afera, najdba orožja na Letališču Maribor, ki jo je na tiskovni konferenci 21. junija 1993 predstavil tedanji minister za obrambo Janez Janša in pri tem obtožil Silva Komarja, šefa mariborske Varnostno-informativne službe (VIS), da je trgovec z orožjem. Ker je bil Komar politično blizu Milanu Kučanu, je s tem namignil, da se s prekupčevanjem z orožjem ukvarja predsednik države.
Tako preiskava komisije kot tudi kriminalistična preiskava sumov zlorabe uradnega položaja, ki jo je vodil vodja kriminalistične uprave Mitja Klavora, sta pokazali, da za tranzit orožja čez Slovenijo ve oz. ga kljub embargu OZN tiho dopušča celotni državni vrh, vključno s predsednikom države Kučanom, premierjem Janezom Drnovškom, obrambnim ministrom Janšo, notranjim ministrom Bavčarjem. Hkrati je prišlo na dan, da v okviru Ministrstva za obrambo RS pod vodstvom Janeza Janše in Ministrstva za notranje zadeve RS pod vodstvom Igorja Bavčarja poteka tudi trgovanje z orožjem, s tem da izkupiček od prodaje ni nakazan v državni proračun, pač pa pristane v zasebnih gotovinskih blagajnah in na računih v tujini, ne da bi bil evidentiran.

## Delovanje preiskovalne komisije
Delo preiskovalne komisije je podrobno opisano v tretji knjigi trilogije Mateja Šurca in Blaža Zgage V imenu države s podnaslovom Prikrivanje:
Člani preiskovalne komisije Državnega zbora so več mesecev zasliševali vpletene v najdbo orožja na mariborskem letališču, vendar je celotni državni vrh trdil, da so vedeli za humanitarne pošiljke, za orožje pa ne.
4. julija 1994 je Hasan Čengić, uradni član vrhovnega štaba Armade BiH in glavni logistik Izetbegovićeve vlade, v čigar delokrog je sodil tudi transport orožja preko mariborskega letališča, med svojim pričanjem pred Madonovo komisijo razkril številne podrobnosti poslov z orožjem v Sloveniji. Preiskovalcem je nedvoumno povedal, da je bilo vse dogovorjeno s slovenskimi oblastmi. Naštel je politike in državne uradnike, s katerimi se je srečeval v letih 1991 do 1993: Milan Kučan, Igor Bavčar, Janez Janša, Miha Brejc in Miro Predanič. Čengić se je z njimi pogovarjal izključno kot uradni predstavnik vlade BiH, torej uradni pooblaščenec za nabavo orožja v tujini, in ne zasebni tihotapec orožja, kot ga je hotelo prikazati ministrstvo za obrambo. 
Kasneje je v pogovoru z Matejem Šurcem in Blažem Zgago opozoril, da so prezrli bistveno vprašanje: "Kako je lahko Janez Janša svojo lastno državo obtožil kršenja mednarodnega embarga, ko pa sta on sam in njegovo ministrstvo kršila isti embargo in prodajala orožje BiH ter Hrvaški?"
S Čengićevim pričanjem je delo Madonove komisije doseglo vrhunec, a je kmalu zatem zamrlo. Komisija se je namreč soočila s težavo, saj so v njej sedeli člani, ki so dejansko preiskovali svoje početje iz osamosvojitvenega časa, ko so bili na pomembnih političnih položajih: Ivan Oman, nekdanji član predsedstva Slovenije, je na tem položaju sprejemal pomembne odločitve glede trgovine z orožjem; Jože Pučnik, nekdanji podpredsednik vlade, je imel kot glavni strateg stranke Demos pomembno vlogo zlasti pri iskanju ljudi za nakupe orožja v tujini; Dimitrij Rupel pa je bil zunanji minister z najdaljšim stažem.
Kljub temu so parlamentarni preiskovalci obravnavali še druge zadeve, ki so presegle mariborsko afero. Zbrali so obsežno gradivo o velikih odprodajah, tranzitih in preprodajah orožja, s katerimi se je največ ukvarjalo obrambno ministrstvo. Pripravili so vmesno poročilo, ki je dobilo oznako "strogo zaupno", in sestavila tudi končno poročilo, a seje parlamenta, na kateri naj bi ga sprejeli, nikoli ni bilo.
Na delo parlamentarnih preiskovalcev so vplivali tudi vedno bolj zaostreni odnosi med Janšo in Bavčarjem, predsednik Madon pa je bil deležen vse hujših groženj. Zadnjo sejo je sklical aprila 1995, potem pa je delo ugasnilo, ne da bi komisija pripravila eno samo poročilo. Več mesecev pozneje je Zoran Madon priznal, da sej ni več skliceval, ker je ugotovil, da bi raziskovanje trgovine z orožjem škodovalo ugledu države, saj bi bila v tem primeru Slovenija v očeh svetovne javnosti označena kot skorumpirana in z orožarskimi posli obremenjena država, to pa bi ji škodovalo pri sprejemanju v razne svetovne povezave.
Pozneje sta poosamosvojisveno trgovino z orožjem preiskovali še Mogetova komisija in Cviklova komisija.

## Sestava
- izvoljena: 29. oktober 1993
- predsednik: Zoran Madon (SLS)
- podpredsednik: Ivan Oman (SKD)
- člani: Dragan Černetič (LDS), Breda Pečan (ZL), Rafael Kužnik (SNS), Dimitrij Rupel (DS), Bojan Korošec (Zeleni), Jože Pučnik (SDSS), Marjan Stanič (samostojna poslanska skupina)